# Tachinobia diopsisephila
Tachinobia diopsisephila is een vliesvleugelig insect uit de familie Eulophidae. De wetenschappelijke naam is voor het eerst geldig gepubliceerd in 1956 door Risbec.